# Federico del Barrio
Federico del Barrio, és el nom artístic de Federico vicente Barrio Jimenez, aquest Autor de còmics i il·lustrador. va néixer l'1 de gener de 1957 a Madrid.

## Biografia i obra
Federico del Barrio, neix l'1 de gener de 1957 a Madrid. Va iniciar, la seva carrera professional a principis dels anys vuitanta, publicant els seus treballs a les revistes de còmics, Totem, Bumerang i Rambla. El 1982, va publicar a la revista Cimoc la sèrie "Tierrra S.A." amb guió de Francisco Pérez Navarro.
El reconeixement, li va arribar arran de la seva feina a la revista "Madriz", és per aquesta feina que la teòrica, Francesca Lladó, a la seva classificació de dibuixants i guionistes de l'anomenat, Boom del còmic per a adults, l'adscriu a l'escola de madriz, juntament amb Jorge Arranz, Ana Juan o Raul. També publica a Medios Revueltos i el Ojo Clinico.
Amb el guionista, Felipe Hernández Cava, va fer la tetralogia titulada Las Memorias de Amoros, composta per Firmado: Mister Foo, Luz de un Siglo Muerto, Las Almas Calmas i Ars Profética així com La Conjura, que era la segona part, d'una trilogia sobre Lope de Aguirre i el artefacto perverso, que es va editar el 1994, A més a més fa treballs d'il·lustració per diferents mitjans.
El 2010 va editar juntament amb Mai Prol, una adaptació del conte, El Hombre de Arena, d'Ernst Theodor Amadeus Hoffmann a l'editorial, Edicions de Ponent.

## Valoració Critica
De les seves virtuts s'ha destacat, la seva renovació de la lectura convencional, de les pàgines (obertura de l'espai escènic, alteració de l'ordre i descomposició dels temps suposats) i a les tires (posicionament independent de la Cartel·la)